# Xingfuzhilu
Xingfuzhilu (kinesiska: 幸福之路, 幸福之路苏木) är en socken i Kina. Den ligger i den autonoma regionen Inre Mongoliet, i den norra delen av landet, omkring 680 kilometer nordost om regionhuvudstaden Hohhot. Antalet invånare är 9539. Befolkningen består av 4 632 kvinnor och 4 907 män. Barn under 15 år utgör 13,0 %, vuxna 15-64 år 79 %, och äldre över 65 år 7,0 %.
Genomsnittlig årsnederbörd är 537 millimeter. Den regnigaste månaden är juni, med i genomsnitt 159 mm nederbörd, och den torraste är december, med 3 mm nederbörd.